# The Power of Love (film, 1911)
Pour les articles homonymes, voir The Power of Love.
The Power of Love est un film muet américain réalisé par Joseph A. Golden et sorti en 1911.

## Fiche technique
- Titre : The Power of Love
- Réalisation : Joseph A. Golden
- Date de sortie :  États-Unis : 9 novembre 1911

## Distribution
- Crane Wilbur : Benham
- Pearl White : Margaret